# Jan Daněk (kněz)
Jan Nepomuk Metoděj Daněk (11. května 1950 Věstínek – 23. června 2020 Nové Město na Moravě) byl moravský římskokatolický kněz, dlouholetý farář v Novém Městě na Moravě, homiletik a papežský kaplan.

## Život
Pochází z věřící rodiny s šesti dětmi. Narodil se na Českomoravské vrchovině, kde jeho otec dohlížel na výstavbu Vírské přehrady, ale dětství prožil v Blažovicích. V mládí organizoval různé kulturní a společenské akce a zábavy a v letech 1968 až 1969 působil také jako skautský vedoucí. Vystudoval střední průmyslovou školu elektrotechnickou a strojní v Brně a po maturitě v roce 1969 k překvapení svých příbuzných vstoupil do olomouckého kněžského semináře. Po kněžském svěcení, které přijal 29. června 1974 v Brně, nastoupil dvouletou základní vojenskou službu a následně byl farním vikářem nejprve v Blansku, poté v Poštorné a nakonec ve Slavkově u Brna. Roku 1979 byl ustanoven administrátorem ve Žďárci a v roce 1981 navíc administrátorem excurrendo v Březí nad Oslavou u Osové Bítýšky.
Od 1. června 1992 působil jako farář v Novém Městě na Moravě, odkud do roku 2008 a znovu v letech 2009 až 2010 spravoval excurrendo farnost Bobrová a v roce 2009 krátce také Římskokatolická farnost Bohdalov a Římskokatolická farnost Nové Veselí. Od listopadu 1995 je rovněž děkanem žďárského děkanství. V devadesátých letech studoval psychologii na Masarykově univerzitě v Brně, v letech 1999 až 2001 kanonické právo na Katolické univerzitě v Lublinu. Působí rovněž jako soudce a obhájce svazku Diecézního církevního soudu v Brně. Dne 15. září 2010 jej papež Benedikt XVI. jmenoval kaplanem Jeho Svatosti a v roce 2014 získal Jan Daněk cenu za celoživotní zásluhy o rozvoj a propagaci dobrého jména Nového Města na Moravě.
Mons. ICLic. Mgr. Jan Nepomuk Metoděj Daněk zesnul dne 23. června 2020 po dlouhé a těžké nemoci.

## Dílo
- Jan Daněk: Putování k světlu a radosti (cyklus A), Matice cyrilometodějská, Olomouc 1995
- Jan Daněk: Životem lásky k světlu a radosti (cyklus B), Matice cyrilometodějská, Olomouc 1996, ISBN 80-238-0899-0
- Jan Daněk: Cestou lásky k světlu a radosti (cyklus C), Matice cyrilometodějská, Olomouc 1997, ISBN 80-238-1840-6
- Ladislav Simajchl, Jan Daněk, Miloslav Klisz: Pohřební homilie, Matice cyrilometodějská, Olomouc 1998, ISBN 80-238-4376-1
- Jan Daněk: Sváteční slovo (cyklus A), Matice cyrilometodějská, Olomouc 1998, ISBN 80-238-3761-3
- Jan Daněk: Sváteční slovo (cyklus B), Matice cyrilometodějská, Olomouc 1999, ISBN 80-7266-037-3
- Jan Daněk: Sváteční slovo (cyklus C), Matice cyrilometodějská, Olomouc 2000, ISBN 80-7266-066-7
- Jan Daněk: Světlo na cestu (cyklus A), Matice cyrilometodějská, Olomouc 2001, ISBN 80-7266-089-6
- Jan Daněk: Světlo na cestu (cyklus B), Matice cyrilometodějská, Olomouc 2002, ISBN 80-7266-125-6
- Jan Daněk: Světlo na cestu (cyklus C), Matice cyrilometodějská, Olomouc 2003, ISBN 80-7266-146-9
- Jan Daněk: Slovo jako zrno a kvas (cyklus B), Matice cyrilometodějská, Olomouc 2005, ISBN 80-7266-216-3
- Jan Daněk: Slovo jako zrno a kvas (cyklus C), Matice cyrilometodějská, Olomouc 2006, ISBN 80-7266-222-8
- Jan Daněk: Slovo jako zrno a kvas (cyklus A), Matice cyrilometodějská, Olomouc 2007, ISBN 978-80-7266-267-8
- Jan Daněk: Defensor vinculi neboli obhájce svazku, Adnotatio iurisprudentiæ 2/2007, str. 4-11